# Sidão
Sidnei dos Santos Júnior (Taubaté, 9 de julho de 1982), mais conhecido como Sidão, é um jogador da seleção brasileira de voleibol. Começou a carreira passando em uma peneira no Banespa, no qual ficou por cinco anos. Disputou dois Campeonatos Brasileiros de Seleções por São Paulo. Dentre seus títulos por clubes, está a Superliga 2010–11 pelo Sesi-SP, com o qual também ganhou o prêmio de "Melhor Bloqueio". Também jogou no time italiano Pallavolo Modena.
Foi chamado para a seleção brasileira em 2006 e participou de quatro campanhas vitoriosas na Liga Mundial (2006, 2007, 2009 e 2010), na conquista da Copa dos Campeões (2009) e no Campeonato Mundial (2010). Pelo Sesi-SP foi campeão da Superliga 2010–11. Na temporada 2014/2015 da Superliga atuou pela equipe FUNVIC Taubaté, contudo, retornou para o conjunto do Sesi-SP na temporada 2015/2016. Sidão é casado com a levantadora titular da seleção brasileira Dani Lins.

## Clubes
| Clube                     | País   | De   | Até  |
| ------------------------- | ------ | ---- | ---- |
| Banespa                   | Brasil | 1997 | 2002 |
| Shopping ABC/Santo André  | Brasil | 2002 | 2004 |
| Ulbra                     | Brasil | 2004 | 2005 |
| Cimed Florianópolis       | Brasil | 2005 | 2006 |
| Itália Trenkwalder Modena | Itália | 2006 | 2009 |
| Sesi-SP                   | Brasil | 2006 | 2014 |
| Vôlei Taubaté             | Brasil | 2014 | 2015 |
| Sesi-SP                   | Brasil | 2015 | 2016 |
| Corinthians/Guarulhos     | Brasil | 2017 | 2019 |
| Sesi-SP                   | Brasil | 2019 | 2020 |